# Stephanie Labbé
Stephanie Labbé (* 10. Oktober 1986 in Stony Plain, Alberta) ist eine kanadische ehemalige Fußballtorhüterin, die von 2008 bis 2022 auch für die A-Nationalmannschaft aktiv war. Ihr größter Erfolg ist der Gewinn der Goldmedaille bei den Olympischen Sommerspielen 2020, die wegen der COVID-19-Pandemie erst 2021 stattfanden.

## Karriere

### Sportlicher Beginn in Kanada
Labbé, vielseitig Sport interessiert, kam über ihren Bruder Kevin zunächst mit Hockey in Berührung und gelangte über Basketball zum Fußball. An der Spruce Grove Composite High School in Stony Plain, ihrem Geburtsort, spielte sie vom zwölften bis sechzehnten Lebensjahr als Stürmerin für deren Fußballteam, den „Spruce Grove Saints“.
Ab dem 5. Juni 2002 beginnend nahm sie zunächst unter ihrem Trainer Stuart Neely an Sichtungsturnieren teil und gehörte vom 1. Juni 2003 bis 15. Februar 2004 und vom 24. April 2004 bis 9. April 2005 – jeweils mit Unterbrechungen – den Millwoods Warriors bzw. den Edmonton Aviators an.
Ab dem Jahr 2005, an der University of Connecticut studierend und sie mit Bachelorabschluss 2008 verlassend, spielte sie für deren Frauenfußballteam, den „Huskies“, und wurde in 65 von 66 möglichen Spielen erfolgreich eingesetzt; 2008 wurde sie zur Torhüterin des Jahres gekürt.

### Fortsetzung in Schweden …
Von 2009 bis 2011 spielte sie für den schwedischen Verein Piteå IF, der in ihrer Premierensaison in die Damallsvenskan, der höchsten Spielklasse im schwedischen Frauenfußball, aufgestiegen war, die Folgespielzeit – abstiegsbedingt – in der zweitklassigen Division 1, die am Ende der Spielzeit als Erstplatzierter abgeschlossen werden konnte. Sie war eine von drei ausländischen Spielerinnen, die in dieser Zeit dem Verein treu blieben. Nach drei Jahren wechselte sie zum KIF Örebro, für den sie bis 2014 spielte.

### … in den Vereinigten Staaten und Kanada …
Nach knapp einjähriger Vereinslosigkeit unterschrieb Labbé im Februar 2016 beim „National Women’s Soccer League“-Verein Washington Spirit, für den sie in der ersten Saison zu acht Einsätzen kam. Sie spielte fünfmal zu Null und stellte damit einen Vereinsrekord auf. Nach 25 Einsätzen verkündete sie im September 2017, aus medizinischen Gründen zu pausieren. Washington löste im Februar 2018 den Vertrag mit ihr auf.
Im Frühjahr 2018 absolvierte Labbé erfolgreich ein Probetraining beim FC Calgary Foothills, der sie für die Premier Development League unter Vertrag nehmen wollte. Nachdem die PDL bekanntgegeben hatte, dass sie als Frau nicht in einer Männermannschaft spielen könne, unterschrieb sie bei der Frauenfußballabteilung der Foothills in der United Women’s Soccer.

### … erneut in Schweden und den Vereinigten Staaten
Nachdem sie in sechs Spielen in der United Women’s Soccer für die Foothills zum Einsatz gekommen war, schloss sie sich im Juli 2018 dem schwedischen Meister Linköpings FC an. Nachdem sie in einem halben Jahr für Linköpings FC, in neun Spielen zum Einsatz kam, verließ Labbé im November 2018 den Verein.
2019 spielte sie für US-amerikanischen Erstligisten North Carolina Courage, belegte mit der Mannschaft nach der Punktspielrunde den ersten Platz in der Abschlusstabelle und hütete auch in den beiden Finalspielen das Tor, die mit 4:1 nach Verlängerung und 4:0 gewonnen wurden.
Von Januar bis Juni 2021 spielte sie für den schwedischen Erstligisten FC Rosengård. Im September wechselte sie nach Frankreich zu Paris Saint-Germain. Für PSG bestritt sie in der erstmals ausgetragenen Gruppenphase der UEFA Women’s Champions League 2021/22 drei Spiele, in denen sie kein Tor kassierte. Als Gruppensieger qualifizierte sich PSG für das Viertelfinale, wo sie auf Bayern München trafen und nach einem 2:1-Hinspielsieg durch ein 2:2 nach Verlängerung im Rückspiel das Halbfinale erreichten. Labbé hatte da aber ihre Karriere schon beendet.

### Nationalmannschaft
2004 erreichte sie mit der U-20-Mannschaft das Viertelfinale der WM. In ihrem einzigen Turnierspiel am 21. November verlor Kanada mit 1:3 gegen China. Bei der CONCACAF U-20-Meisterschaft der Frauen 2006 in Mexiko gelangte sie mit Kanada ins Finale, wurde aber nur in der Vorrunde im Spiel gegen Trinidad & Tobago eingesetzt, das Kanada mit 7:1 gewann. Im U-20-WM-Turnier kam sie in allen drei Vorrundenspielen zum Einsatz, schied jedoch mit ihrer Mannschaft nach der Vorrunde aus. Ihr erstes A-Länderspiel bestritt sie im Alter von 21 Jahren am 27. Juli 2008 beim 7:0-Sieg über die Nationalmannschaft Singapurs. Beim CONCACAF Women’s Gold Cup 2010, durch den sich Kanada als Sieger für die Weltmeisterschaft 2011 qualifizierte, kam sie beim 8:0-Vorrundenspiel gegen Guyana zum Einsatz. Danach folgten weitere Einsätze in den Viernationenturnieren in São Paulo und Chongqing sowie beim Turnier um den Zypern-Cup 2011. Labbé gehörte dem Kader für die Weltmeisterschaft 2011 und 2015 in ihrem Heimatland an, wurde in beiden Turnieren jedoch nicht eingesetzt.
Sie gehörte ebenfalls dem Kader für das Qualifikationsturnier für die Olympischen Sommerspiele 2016 an, in dem sich Kanada für die Olympischen Spiele qualifizierte. Sie kam zu zwei Einsätzen, unter anderem im Finale gegen die Vereinigten Staaten. Danach wurde sie aufgrund der Verletzung von Erin McLeod Stammtorhüterin und kam beim olympischen Fußballturnier in fünf von sechs Spielen zum Einsatz. Dabei wurde sie lediglich im dritten Gruppenspiel gegen Simbabwe nicht eingesetzt. Mit dem 2:1-Sieg im Spiel um Platz 3 gegen die gastgebende Nationalmannschaft Brasiliens gewann sie die Bronzemedaille.
2018 nahm sie mit Kanada am CONCACAF Women’s Gold Cup teil, bei dem die Kanadierinnen das Finale erreichten, dies aber gegen die Vereinigten Staaten mit 0:2 verloren. Sie kam dabei in zwei Gruppenspielen, dem Halbfinale und Finale zum Einsatz. Mit dem Finaleinzug qualifizierten sich die Kanadierinnen für die Weltmeisterschaft 2019. Bei der WM stand sie in allen Spielen der Kanadierinnen im Tor und blieb in zwei Spielen ohne Gegentor, schied aber mit der Mannschaft im Achtelfinale gegen den späteren Dritten Schweden aus.
Im Februar 2020 qualifizierte sie sich mit der Mannschaft für das olympische Fußballturnier 2020. Aufgrund der COVID-19-Pandemie wurden die Spiele um ein Jahr verschoben. Im Juni 2021 wurde sie als kanadische Nummer 1 für die Spiele nominiert. Im ersten Spiel gegen Gastgeber Japan verletzte sie sich beim Stand von 1:0 für ihre Mannschaft in der 48. Minute bei einer Abwehraktion. Während der Verletzungsunterbrechung wurde die Aktion von den Video-Assistenten überprüft und auf Foulelfmeter gegen ihre Mannschaft entschieden. Nach der fünfminütigen Unterbrechung konnte sie den Foulelfmeter zwar abwehren, musste aber fünf Minuten danach ausgewechselt werden. Kurz vor Schluss konnten die Japanerinnen noch ausgleichen. Im zweiten Gruppenspiel konnte sie wegen der Verletzung nicht eingesetzt werden, im dritten Gruppenspiel stand sie dann wieder im Tor und mit einem 1:1 gegen Großbritannien sicherten sich die Kanadierinnen den zweiten Gruppenplatz. Im Viertelfinale gegen Brasilien kam es nach torlosen 120 Minuten zum Elfmeterschießen, in dem sie zwei Elfmeter halten konnte und mit ihrer Mannschaft ins Halbfinale gegen die USA einzog. Dieses konnten sie mit 1:0 gewinnen, womit die Kanadierinnen erstmals in einem Finale eines interkontinentalen Turniers standen. Auch hier musste gegen die Schwedinnen wieder das Elfmeterschießen entscheiden, in dem sie erneut zwei Elfmeter halten konnte und somit maßgeblich zum Gewinn der Goldmedaille beitrug.
Im Januar 2022 gab sie bekannt nach den Länderspielen im April zurückzutreten. In ihrem letzten Länderspiel am 8. April 2022 gegen Rekordafrikameister Nigeria stand sie noch in der ersten Halbzeit im Tor.

## Erfolge
- Olympiasiegerin 2020
- US-amerikanischer Meister 2019
- Olympische Bronzemedaille 2016
- Zypern-Cup-Sieger 2011
- CONCACAF Women’s Gold Cup-Sieger 2010, -Finalist 2018
- CONCACAF U-20-Meisterschaft der Frauen-Finalist 2006

## Auszeichnungen
- 2. Platz bei der Wahl zur FIFA-Welttorhüterin des Jahres 2021

## Sonstiges
Labbé ist die Lebensgefährtin der kanadischen Freestyle-Skierin Georgia Simmerling. Sie ist seit August 2021 mit dieser verlobt. Für das Damenhygieneprodukt Always wirkte sie in einem Spot mit.